# Appenzelleralperna
Appenzelleralperna är ett bergsområde i östra Schweiz i de norra utkanterna av Alperna. Regionen sträcker sig över kantonerna Sankt Gallen, Appenzell Innerrhoden och Appenzell Ausserrhoden.
Bergskedjan avgränsas i öst av dalgången av floden Rhen som samtidigt är gränsen mot östra Alperna. I söder bildas gränsen av Walensjön (419 meter över havet) och i väst av dalgången till floden Linth som till största delen är kanaliserade. Avgränsningen mot norr är inte lika tydlig.
Den högsta toppen är Säntis som ligger 2 502 meter över havet. Bergstrakten bildas av flera mindre bergmassiv som är skilda genom markanta dalgångar, de två mest kända är Alpstein och Churfirsten. I bergsområdet finns omkring 100 bergstoppar över 2 000 meter. Antalet är beroende på definition vad som ska räknas som berg eller enskild klippa.
Appenzelleralperna lockar många turister för bergsklättring och vandring. Till flera toppar finns bergbanor eller linbanor. Större vintersportorter är Wildhaus, Unterwasser och Alt St. Johann.